# Araz (supermarket)

## Tevékenységek
Az Araz Supermarkets Chain 2011-ben kezdte meg működését 4 üzlettel.
A szupermarket modell egyik első képviselője Azerbajdzsánban, az Araz több mint 600 termékkel rendelkezik a portfóliójában, és arra is törekszik, hogy számos magán- és hazai márkaterméket kínáljon vásárlóinak.
Az Araz Supermarkets Chain 2022 januárjától több mint 170 üzletet kínál Azerbajdzsánban. Az Araz a "Consumer Goods Forum" tagja is.
A környezetvédelemre érzékeny társaság 2019-ben mutatta be a fogyasztóknak a kukoricából és burgonyából készült, hosszú távú használatra szánt ECO zacskókat.
Az Araz Szupermarket együttműködik a rekonstrukciós és fejlesztési bankokkal.
Az Araz Supermarket LLC-t az "Év élelmiszer- és italkiskereskedője" Azerbajdzsánban a "Kiskereskedelmi Ázsia" és a "Szingapúri Kiskereskedők Szövetsége" (SRA) választotta, és megkapta a "Retail Asia Awards-2021" díjat.